# Karl Heinrich von Bötticher

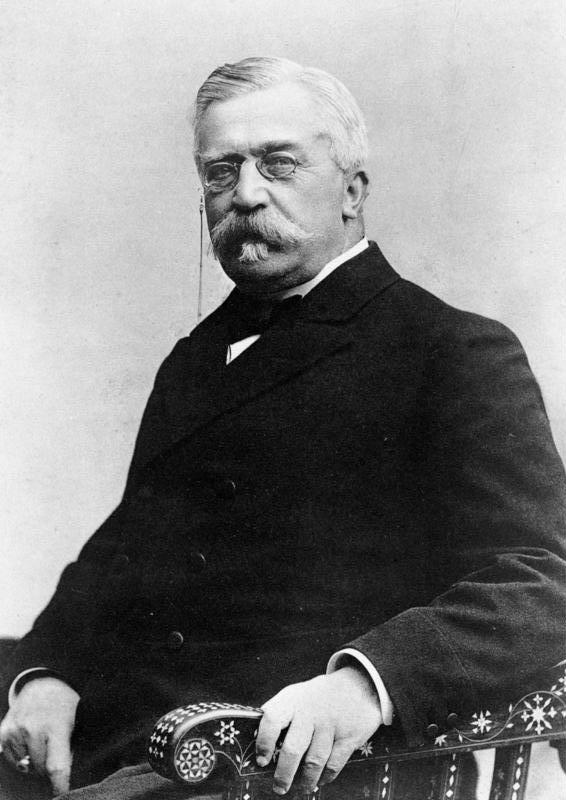
Karl Heinrich von Bötticher

Karl Heinrich (sinds 1864 von) Bötticher (Stettin, 6 januari 1833 - Naumburg (Saale), 6 maart 1907) was een Pruisisch jurist en politicus. Hij was de zoon van de politicus Karl Wilhelm  von Bötticher.
Hij nam na een rechtenstudie dienst bij de Pruisische overheid en was van 1862 tot 1865 als rechtskundig adviseur achtereenvolgens te Gumbinnen, Danzig, Stralsund en Potsdam werkzaam. Vervolgens kwam hij in dienst bij het ministerie van Handel en in 1869 bij dat van Binnenlandse Zaken, waar hij in 1872 geheim regeringsraad en rapporteur werd. Van 1867 tot 1870 was hij lid van het Pruisische Huis van Afgevaardigden.
Hij was van 1872 tot 1876 landdrost te Hannover, aldaar in 1873 plaatsvervangend eerste president (Oberpräsident), werd in 1876 Regierungspräsident van Sleeswijk en in 1879 eerste president van Sleeswijk-Holstein. In 1878 werd hij in de tweede Sleeswijk-Holsteinse kieskring tot afgevaardigde in de Rijksdag gekozen. Hij trad toe tot de Deutsche Reichspartei en nam als voorstander van een gematigd protectionisme en invoerrecht op landbouwgewassen deel aan de onderhandelingen over de tolhervorming. Dit bracht hem nader tot Rijkskanselier Otto von Bismarck, die hem in 1880 tot secretaris-generaal (staatssecretaris) van Binnenlandse Zaken benoemde. In de Rijksdag was hij een capabel en gematigd regeringsvertegenwoordiger. Na het tot stand komen van de ongevallenwet werd hij tot domheer van Naumburg (Saale) benoemd. Van 1898 tot 1906 was hij eerste president van de provincie Saksen, hetgeen hem in 1902 de status van ereburger van de stad Maagdenburg bracht. Hij stierf in 1907 te Naumburg op 74-jarige leeftijd.
- Bibliothèque nationale de France: cb11304159q (data)
- CiNii: DA13164747
- Gemeinsame Normdatei: 116226587
- International Standard Name Identifier: 0000 0000 7938 4211
- Library of Congress Control Number: no2018132258
- Nationale Bibliotheek van Tsjechië: xx0267398
- Nationale Bibliotheek van Israël: 987007419028305171
- Nederlandse Thesaurus van Auteursnamen: 069520704
- Système universitaire de documentation: 124101445
- Virtual International Authority File: 3216436
- WorldCat: E39PBJwMFVBqJgmYtP6JxFv4MP